# بريندا أثرتون
بريندا أثرتون (بالإنجليزية: Brenda Atherton) هي لاعبة بولينغ بريطانية، ولدت في 1934.

## روابط خارجية
- بريندا أثرتون على موقع اتحاد ألعاب الكومنولث (مؤرشف) (الإنجليزية)